# Exochus carri
Exochus carri là một loài tò vò trong họ Ichneumonidae.